# Кошелохов, Борис Николаевич
Борис Николаевич Кошелохов (1942, Златоуст — 11 июля 2021, Санкт-Петербург), известный в художественном Петербурге под прозвищем Боб — советский и российский художник-авангардист.

## Биография
В 1962 году переехал в Ленинград. В период с 1962 по 1976 год перепробовал много рабочих профессий.
С 1976 года — профессиональный художник. В 1977 году организовал группу художников-нонконформистов «Летопись», представлявшую чрезвычайно разнородный спектр направлений: от крайнего экспрессионизма до примитивизма.
В 1978 году эмигрировал в Италию, однако через несколько месяцев вернулся в СССР. В 1970—1980-е годы организовал несколько неофициальных выставок.
В 2020 году мастерская художника располагалась в арт-центре на Пушкинской улице в Санкт-Петербурге, известном как «Улица Леннона».
Работы Кошелохова представлены в Русском музее (Санкт-Петербург), областных музеях Севастополя, Хабаровска, в государственном музее Нюрнберга, в частных галереях и коллекциях в странах бывшего СССР, Германии, Италии, Франции, Швейцарии, Норвегии, Швеции, Финляндии, Дании, Бельгии, Англии, Польше, Чехии, США, Японии, Южной Корее.
О Борисе Кошелохове снят документальный фильм «Two Highways» (режиссёры Александр Марков, Ник Теплов).
Скончался в Мариинской больнице Санкт-Петербурга от коронавирусной инфекции.

## Персональные выставки
- 2025 — «Борис Кошелохов. Титан». Музей современных искусств им. С. П. Дягилева СПбГУ[8], Санкт-Петербург, Россия
- 2012 — «70000 лет. Боб Кошелохов» Новый Музей, Санкт-Петербург, Россия
- 2010 — Живопись из проекта «Two Highways», Выставочный зал «А-Я», Санкт-Петербург, Россия
- 2009 — «Two Highways» Anna Nova Art Gallery, Санкт-Петербург, Россия
- 2008 — Выставочный зал Фонд «Эра», Москва[9].
- 2008 — Галерея «Anna Nova», Санкт-Петербург.
- 2005 — Галерея «Сельская Жизнь», Санкт-Петербург.
- 2002 — Галерея «На Обводном», Санкт-Петербург.
- 2002 — Центральный выставочный зал «Манеж», Санкт-Петербург.
- 2001 — Русский музей, Санкт-Петербург — живопись, графика, скульптура.
- 2000 — Эсберг (Дания).
- 1997 — Галерея Werdermann Art, Гамбург.
- 1992 — Галерея Werdermann Art, Гамбург.
- 1992 — Мастерская Кремера, Берлин.
- 1992 — Галерея «Федор», Сестрорецк.
- 1992 — Центральный выставочный зал «Манеж», Санкт-Петербург.
- 1990 — Галерея Henry Pochon, Лион, Париж.
- 1989 — Варшава, Гётеборг, Стокгольм, Амстердам.
- 1988 — Галерея Kanta Sztuka, Гданьск.
- 1987 — Центральный выставочный зал, Ленинград.
- 1986 — Дирекция областных музеев, Ленинград.
- 1982 — Квартирная выставка, Ленинград.
- 1978 — Соверато, Катандзаро, Рим.